# La Font de la Figuera
La Font de la Figuera település Spanyolországban, Valencia tartományban. La Font de la Figuera Enguera, Fontanars dels Alforins, Mogente, Villena és Almansa községekkel határos. Lakosainak száma 2043 fő (2024).

## Népesség
A település népessége az utóbbi években az alábbiak szerint változott:
| Lakosok száma | 2108 | 2139 | 2237 | 2224 | 2223 | 2172 | 2067 | 2038 | 2024 | 2043 |
|               | 2001 | 2004 | 2007 | 2009 | 2012 | 2014 | 2017 | 2019 | 2022 | 2024 |